# Torre dei Donati
La torre dei Donati è una delle antiche torri del centro storico di Firenze, situata in via del Corso ai numeri 31-33 rosso.
Questa torre ha la classica pianta quadrangolare inserita nella cortina degli edifici lungo la strada. Si distingue per il filaretto in pietra a vista e per alcuni elementi tipici delle case-torri come le buche pontaie, dove anticamente si inserivano le travi in legno che costituivano le impalcature.
Sulla torre è posta una lapide dantesca che ricorda la fine di Corso Donati. Nelle vicinanze esistono altre torri della potente famiglia Donati, come le cosiddette torri di Corso Donati, ma nella stessa zona sono anche presenti le torri dei Cerchi, la famiglia rivale dei Donati. Fu proprio l'invidia per chi avesse la torre più alta ad accendere la rivalità tra le due famiglie che sfociò nelle sanguinose lotte tra guelfi bianchi e neri, cantate da Dante Alighieri nella Divina Commedia.
Proprio alla famiglia Alighieri appartennero alcune case che si trovano sul cortile su cui prospetta il retro della torre dei Donati.
Per dividere fisicamente le case dei Cerchi da quelle dei Donati, quando le lotte tra le fazioni si fecero più aspre arrivando a minacciare di sfondare le mura nella notte per assalire i vicini tanto odiati, il comune decise il taglio di un vicolo-cuscinetto, il cosiddetto vicolo dello scandalo, che ancora oggi si apre pochi edifici a destra della Torre dei Donati. Il suo sinuoso serpeggiare in strettissimi passaggi spesso coperti da archi e volte può dare un'idea di come fosse contorta l'urbanistica medievale nella cerchia antica di Firenze.